# Javier Raya (escritor)
Javier Raya (Ciudad de México, 1985-2 de octubre de 2022) fue un escritor mexicano.

## Biografía
En un inicio se dedicó a las artes gráficas y consideró convertirse en dibujante de cómics, aunque en su adolescencia viró hacia la literatura. Poco después se mudó a la ciudad de Querétaro, donde estudiaría escritura creativa en una de las escuelas de la Sociedad General de Escritores de México, y más tarde volvería a la Ciudad de México para cursar estudios en la Universidad Nacional Autónoma de México.
En 2006 resultó finalista del Premio Internacional de Poesía Desiderio Macías Silva, con el poemario inédito Estar en el mundo.
En 2017 apareció La rebelión de los negros, en la que evoca la figura y profesión del escritor fantasma.
Publicó poemas y ensayos en diversos medios electrónicos, entre ellos Tierra adentro, El jolgorio, Trifulca, Periódico de poesía y Yagular.  A su vez, fue miembro del consejo editorial de Proyecto Literal y Mutante.mx, así como de la redacción del sitio web Pijama Surf.
Falleció el 2 de octubre de 2022.

## Obras selectas

### Narrativa
- La rebelión de los negros (2017)

### Poesía
- El libro de Pixie (2010)
- Por los rasgos una bayoneta (2011)
- Ordalía (2011)
- La balada de Mr. P Mosh o 7 sonidos para peluquerías (2012)
- Alharaca (2018). Tres fragmentos del poema Requiem han sido publicados en danés por la revista literaria digital Slagtryk
- La fábrica de domesticar (2018)
- Disentimientos de la nación (2020)

### Ensayo y prosa
- Ejercicios de mecanografía (2017)